# 雷奇维莱尔
雷奇维莱尔（法語：Retschwiller，法語發音：[ʁɛtʃvilɛʁ]）是法国下莱茵省的一个市镇，属于阿格诺-维桑堡区。

## 地理
雷奇维莱尔（48°57'0"N, 7°52'45"E）面积3.26 平方千米，位于法国大東部大區下莱茵省，该省份为法国大陆部分最东部的省份，是阿尔萨斯的一部分，今与上莱茵省组成了阿尔萨斯欧洲集体，其南至上莱茵省，西南接孚日省和默尔特-摩泽尔省，西接摩泽尔省，北与德国接壤。
与雷奇维莱尔接壤的市镇（或旧市镇、城区）包括：奥芬、克费纳克、梅默尔索芬、舍嫩堡、苏尔茨苏福雷。

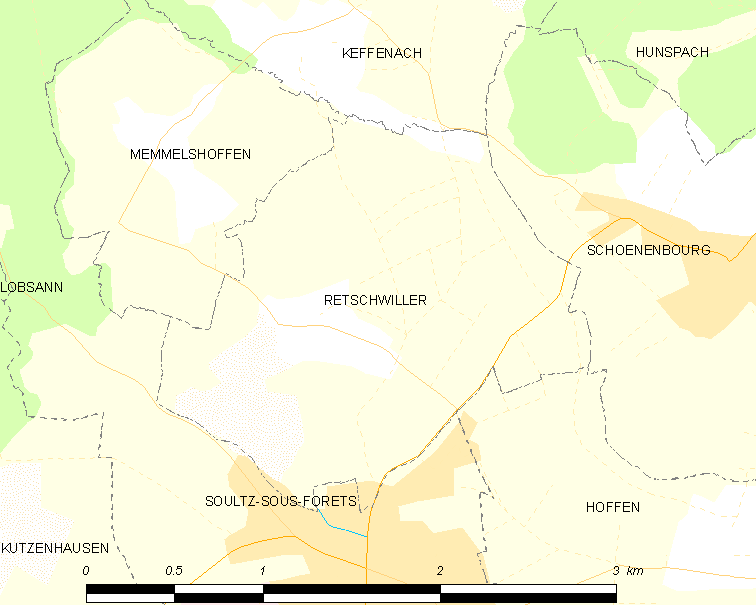
雷奇维莱尔的OSM定位图

雷奇维莱尔的时区为UTC+01:00、UTC+02:00（夏令时）。

## 行政
雷奇维莱尔的邮政编码为67250，INSEE市镇编码为67394。

## 政治
雷奇维莱尔所属的省级选区为维桑堡县。

## 人口

1962-2008年间雷奇维莱尔人口变化图示

雷奇维莱尔于2022年1月1日时的人口数量为275人。